# Gemma Arterton

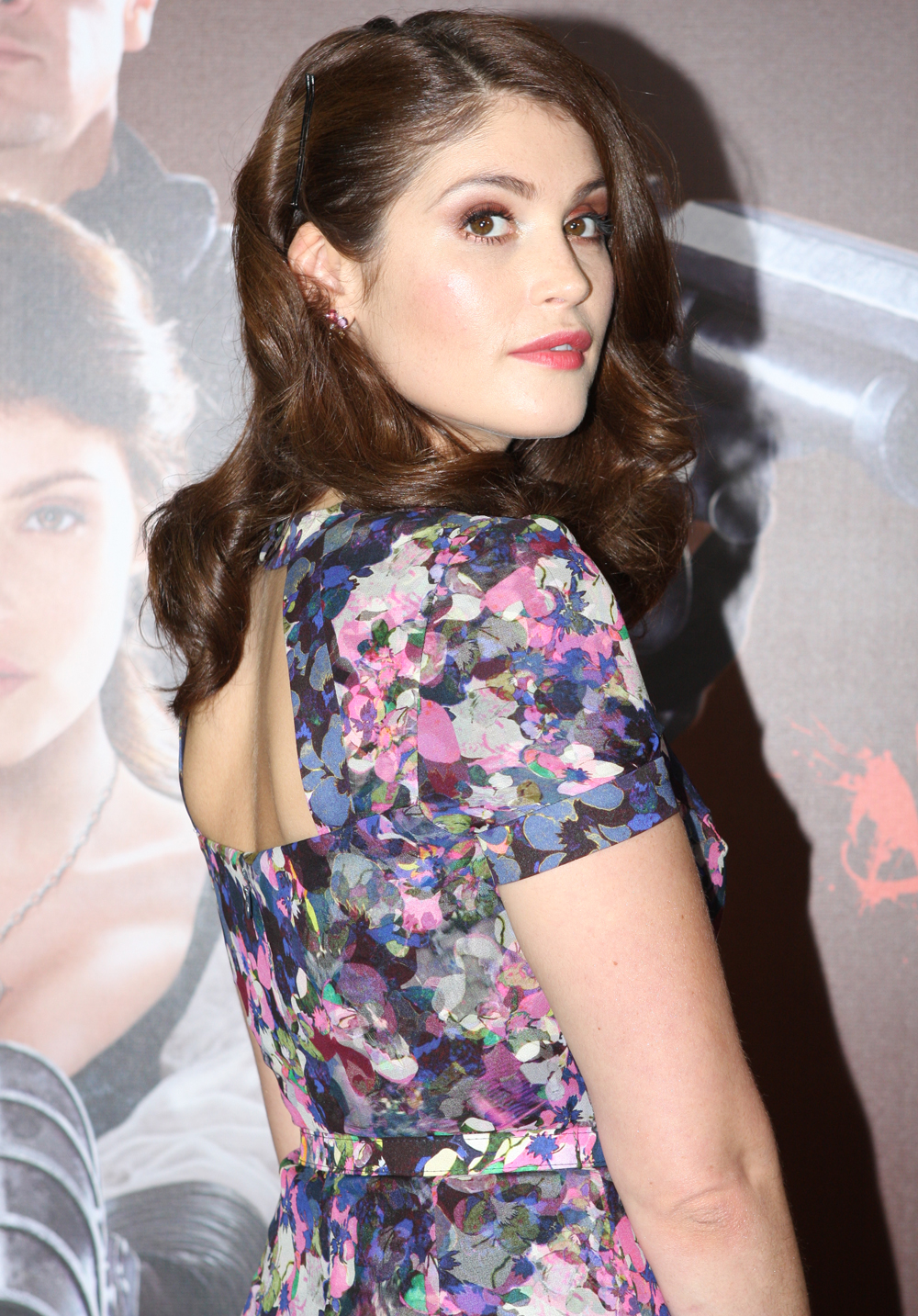
Gemma Arterton

Gemma Christina Arterton (n. 2 februarie 1986, Gravesend, comitatul Kent, Anglia) este o actriță britanică. Ea devine cunoscută prin seria filmelor James Bond 007 (2008).

## Date biografice
Tatăl Gemmei a fost sudor iar mama femeie de serviciu, din cauza  polidactiliei, i se amputează un deget, iar când ea avea vârstă cinci ani, părinții ei divorțează. Pentru corectarea pavilionului urechii, ea mai trebuie să sufere o intervenie chirurgicală. După divorțul parinților Gemma cu cei trei frați ai ei vor fi crescuți de mamă, într-o locuință subvenționată cu ajutor social. Cu toate acestea, ea descrie copilăria ei, ca o copilărie fericită. După terminarea școlii Grammar, ea va fi primită ca studentă la Royal Academy of Dramatic Art, instituție care se afla în apropierea școlii  Grammar. Mai târziu pentru a putea primi roluri de actriță, ea trebuie să se dezbare de accentul caracteristic locuitorilor din comitatul Kent. Primul ei rol mai important îl va juca în anul 2010 în filmul Tamara Drewe, regizat de Stephen Frears, care o trimise inițial la un logoped.

## Filmografie
| Anul | Titlu                                          | Rol               | Note                   |
| ---- | ---------------------------------------------- | ----------------- | ---------------------- |
| 2007 | St Trinian's                                   | Kelly Jones       |                        |
| 2007 | Capturing Mary                                 | Liza              | TV film                |
| 2008 | Lost in Austen                                 | Elizabeth Bennet  | TV series (2 episodes) |
| 2008 | Tess of the D'Urbervilles                      | Tess Durbeyfield  | TV series (4 episodes) |
| 2008 | Three and Out                                  | Frankie Cassidy   |                        |
| 2008 | RocknRolla                                     | June              |                        |
| 2008 | Quantum of Solace                              | Strawberry Fields |                        |
| 2009 | The Boat That Rocked a.k.a. Pirate Radio       | Desiree           |                        |
| 2009 | St. Trinian's II: The Legend of Fritton's Gold | Kelly Jones       |                        |
| 2010 | Clash of the Titans                            | Io                |                        |
| 2010 | The Disappearance of Alice Creed               | Alice Creed       |                        |
| 2010 | Prince of Persia: The Sands of Time            | Princess Tamina   |                        |
| 2010 | Tamara Drewe                                   | Tamara Drewe      |                        |
| 2012 | Song for Marion                                | Elizabeth         |                        |
| 2012 | Byzantium                                      | Clara             |                        |
| 2013 | Hansel & Gretel: Witch Hunters                 | Gretel            |                        |
| 2013 | Runner Runner                                  | Rebecca Shafran   |                        |
| 2014 | The Voices                                     |                   | Post-production        |